# Шведска Златна обала
Шведска Златна обала (швед. Cabo Corso, такође и швед. Svenska Guldkusten) је била колонија Краљевине Шведске у периоду 1650-1663. године. Налазила се на Златној обали, у данашњој Гани у западној Африци. Основана је са циљем да се обавља трговина са локалним становништвом, а управа је поверена Шведској афричкој компанији основаној 1649. године. Главни град и средиште колоније био је Кристијансборг, данашња Акра.

## Историја
Историја Шведске златне обале трајала је релативно кратко у два наврата од 1650. до 1658. године и од 1660. до 1663, када прелази у руке Холанђана.

### Оснивање колоније
Прво утврђење основано је 1650. године након што је Шведска афричка компанија добилаправо на целокупну трговину јужно од Канарских острва према указу Краљице Кристине. Афричку компанију основао је валонски индустријалац и трговац Луј де Же. 
Регија Западне обале била је насељена припадницима народа Ефуфу (из групе народа Акан), који су након престанка трговачких веза са Холандијом напустиили ове просторе. Нова шведска компанија кренула је 1650. године под вођством Немца Хенрика Карлофа у прву експедицију и купила је земљиште око данашњег Кејп Коуста. На том месту 1653. године, подигнуто је прво шведско утврђење Карлсборг, названо по шведском краљу Карлу Х Густафу. Главна намена утврђања била је трговина златом и дрвеном грађом, а касније је Карлсборг постао и центар за трговину робљем.